# Wunderschön!
Wunderschön! ist ein Reisemagazin, das in dieser Form seit 2008 vom WDR produziert wird. Moderatoren der Sendung sind Tamina Kallert, Judith Rakers, Ramon Babazadeh und André Gatzke.

## Inhalt
Das Reisemagazin präsentiert Urlaubsziele in Nordrhein-Westfalen, Deutschland und dem Ausland. Schöne Bilder der Landschaften sollen Lust auf die vorgestellten Reiseziele machen. Den Zuschauern werden neben Rat zu Unterkunft und gutem Essen auch „Land und Leute“ näher gebracht. Zudem erhalten Interessierte zu jeder Sendungen Hintergrundwissen und Insidertipps.
Viele Jahre lang wurde in der Sendung ein roter Wunderschön!-Rucksack verlost. Dieser war mit unterschiedlichen Souvenirs gefüllt, die der Moderator auf den Stationen (sehenswerten Orten u. ä.) erhielt. Der Rucksack wurde zum Markenzeichen der Sendung und diente zusätzlich am Schluss dazu, dem Zuschauer eine Zusammenfassung zu präsentieren; zudem musste zur Gewinnspielteilnahme sein Inhalt genannt werden. Da das Gewinnspiel aber bei Wiederholungen der Sendungen nicht mehr aktuell war, wurde es und damit auch die Verlosung des Rucksacks im Laufe des Jahres 2022 eingestellt.
Die Sendung hat jeweils eine Länge von 90 Minuten und wird am Sonntagabend um 20:15 Uhr im WDR oder in anderen dritten Programmen der ARD erstausgestrahlt. Wiederholungen werden sowohl im WDR als auch auf 3sat, BR, SWR, NDR, EinsPlus, hr und rbb ausgestrahlt. Einige Wunderschön!-Beiträge sind als DVD erhältlich. Zudem hält der WDR-Fernsehsender in seiner Mediathek oder auf seinem YouTube-Kanal ältere Sendungen als Video-Rückschau über einen Zeitraum von einem Jahr vor. 

## Vorgängerformat
Das Reisemagazin Wunderschön! geht zurück auf die ab Oktober 1999 von Bernd Müller moderierte Sendereihe Wunderschönes NRW, die in 50 Ausgaben bis Dezember 2007 lief. Wunderschönes NRW konzentrierte sich auf Reiseziele in Nordrhein-Westfalen. Parallel lief ab 2004 im WDR ein Reisemagazin mit der Moderatorin Tamina Kallert, das Ziele außerhalb von NRW zum Thema hatte.
| Erstausstrahlung im WDR | Original-Titel                                                     | Wunderschön!-Titel                                     | Moderation     |
| ----------------------- | ------------------------------------------------------------------ | ------------------------------------------------------ | -------------- |
| 25. Januar 2004         | Wunderschönes Sylt                                                 |                                                        | Tamina Kallert |
| 29. Februar 2004        | Wunderschönes Teneriffa                                            | Teneriffa – Der kleine Kontinent                       | Tamina Kallert |
| 18. April 2004          | Wunderschönes Madeira                                              | Madeira – Blumeninsel im Atlantik                      | Tamina Kallert |
| 23. Mai 2004            | Wunderschönes Korsika                                              |                                                        | Tamina Kallert |
| 18. Juli 2004           | Wunderschönes Griechenland                                         |                                                        | Tamina Kallert |
| 01. August 2004         | Wunderschönes Rügen                                                |                                                        | Tamina Kallert |
| 19. September 2004      | Wunderschönes Ibiza                                                |                                                        | Tamina Kallert |
| 24. Oktober 2004        | Wunderschönes Sizilien                                             |                                                        | Tamina Kallert |
| 13. Februar 2005        | Wunderschönes Tirol                                                |                                                        | Tamina Kallert |
| 20. März 2005           | Wunderschönes Ägypten                                              |                                                        | Tamina Kallert |
| 01. Mai 2005            | Wunderschönes Katalonien                                           |                                                        | Tamina Kallert |
| 12. Juni 2005           | Wunderschöne Côte d’Azur                                           |                                                        | Tamina Kallert |
| 07. August 2005         | Wunderschönes Allgäu                                               |                                                        | Tamina Kallert |
| 11. September 2005      | Wunderschönes Holland                                              |                                                        | Tamina Kallert |
| 30. Oktober 2005        | Wunderschönes Venedig                                              |                                                        | Tamina Kallert |
| 28. Januar 2006         | Wunderschönes Kreta                                                |                                                        | Tamina Kallert |
| 26. März 2006           | Wunderschönes Südafrika                                            |                                                        | Tamina Kallert |
| 21. Mai 2006            | Wunderschöne Toskana                                               |                                                        | Tamina Kallert |
| 23. Juli 2006           | Wunderschönes Sachsen                                              | Sachsen – Wer hier war, kommt wieder                   | Tamina Kallert |
| 27. August 2006         | Wunderschönes Ostfriesland                                         |                                                        | Tamina Kallert |
| 17. September 2006      | Wunderschöner Schwarzwald                                          |                                                        | Tamina Kallert |
| 15. Oktober 2006        | Wunderschönes Berlin                                               |                                                        | Tamina Kallert |
| 19. November 2006       | Wunderschöne Südtürkei                                             |                                                        | Tamina Kallert |
| 10. Dezember 2006       | Wunderschönes Schweden                                             |                                                        | Tamina Kallert |
| 04. März 2007           | Wunderschöne Kanaren                                               | Die Kanarischen Inseln                                 | Tamina Kallert |
| 13. Mai 2007            | Wunderschönes Andalusien                                           |                                                        | Tamina Kallert |
| 05. August 2007         | Wunderschönes Mecklenburg-Vorpommern                               | Mecklenburg-Vorpommern – Göttlich, Köstlich, Prominent | Tamina Kallert |
| 26. August 2007         | Wunderschönes Oberbayern                                           | Oberbayern – zwischen Watzmann und Zugspitze           | Tamina Kallert |
| 23. September 2007      | Wunderschönes Elsass                                               | Charmantes Elsass                                      | Tamina Kallert |
| 21. Oktober 2007        | Wunderschönes Sardinien                                            | Ursprüngliches Sardinien                               | Tamina Kallert |
| 02. Dezember 2007       | Wunderschöne Schweizer Bergwelt                                    | Die Schweizer Bergwelt                                 | Tamina Kallert |
| 23. Dezember 2007       | Wunderschönes NRW – Mein Weihnachten, Geschichten und Erinnerungen |                                                        | Tamina Kallert |

## Sendungen
2008 wurden einige Neuerungen eingebracht: Mit neuem Grafiklayout, dem modifizierten Titel Wunderschön! und veränderten filmischen Elementen werden nun jährlich ca. 20 Neuproduktionen erstausgestrahlt. Seit 2009 teilt sich Tamina Kallert die Moderation mit Judith Rakers (seit 2021), Ramon Babazadeh (seit 2022) und André Gatzke (seit 2025). Zwischenzeitlich wurde die Moderation auch von Stefan Pinnow (2009–2019), Andrea Grießmann (2011–2021), Katty Salié (2011–2013), Marco Schreyl (2016–2020), Anne Willmes (2018–2023) und Daniel Aßmann (2019–2025) übernommen. Zudem gab es einzelne Moderatoren, die einmalig in der Sendereihe auftraten.
| Erstausstrahlung im WDR | Titel                                                                                    | Moderation                                                                      |
| ----------------------- | ---------------------------------------------------------------------------------------- | ------------------------------------------------------------------------------- |
| 02. März 2008           | Eifel im Winter                                                                          | Tamina Kallert                                                                  |
| 09. März 2008           | Das südliche Florida                                                                     | Tamina Kallert                                                                  |
| 30. März 2008           | Helgoland – Wellen, Wind und Wellness                                                    | Tamina Kallert                                                                  |
| 13. April 2008          | Wien – Wien für Genießer                                                                 | Tamina Kallert                                                                  |
| 20. April 2008          | Kroatien – Urlaub an der Adria                                                           | Tamina Kallert                                                                  |
| 05. Mai 2008            | Mecklenburg-Vorpommern                                                                   | Tamina Kallert                                                                  |
| 18. Mai 2008            | Rom für Entdecker                                                                        | Tamina Kallert                                                                  |
| 01. Juni 2008           | Der Rothaarsteig – Erlebnis mit allen Sinnen                                             | Tamina Kallert                                                                  |
| 06. Juli 2008           | Zeeland – Hollands sonniger Süden                                                        | Tamina Kallert                                                                  |
| 13. Juli 2008           | Im Zeichen der Rose – das Lipperland                                                     | Tamina Kallert                                                                  |
| 20. Juli 2008           | Deutschland – meine liebsten Reiseziele                                                  | Tamina Kallert                                                                  |
| 27. Juli 2008           | Ursprüngliches Sardinien                                                                 | Tamina Kallert                                                                  |
| 03. August 2008         | Entlang der Ruhr                                                                         | Tamina Kallert                                                                  |
| 17. August 2008         | Der Bodensee – Garten Eden mit Alpenblick                                                | Tamina Kallert                                                                  |
| 14. August 2008         | Oberbayern – zwischen Watzmann und Zugspitze                                             | Tamina Kallert                                                                  |
| 31. August 2008         | Charmantes Elsass                                                                        | Tamina Kallert                                                                  |
| 07. September 2008      | Pättkes, Platt und Pumpernickel – Unterwegs im Münsterland                               | Tamina Kallert                                                                  |
| 14. September 2008      | Fantastisches Schottland                                                                 | Tamina Kallert                                                                  |
| 21. September 2008      | Im Tal der Loreley                                                                       | Tamina Kallert                                                                  |
| 28. September 2008      | Masuren – Land der 1.000 Seen                                                            | Tamina Kallert                                                                  |
| 05. Oktober 2008        | Entdeckungen im Bergischen Land                                                          | Tamina Kallert                                                                  |
| 19. Oktober 2008        | Föhr – Grüne Insel im blauen Meer                                                        | Tamina Kallert                                                                  |
| 09. November 2008       | Der Niederrhein – Weiter Himmel, grünes Land                                             | Tamina Kallert                                                                  |
| 23. November 2008       | Die Schweizer Bergwelt                                                                   | Tamina Kallert                                                                  |
| 07. Dezember 2008       | Thüringen – Verweile doch, du bist so schön!                                             | Tamina Kallert                                                                  |
| 14. Dezember 2008       | Mallorca im Winter                                                                       | Tamina Kallert                                                                  |
| 08. Februar 2009        | Winter im Salzburger Land                                                                | Tamina Kallert                                                                  |
| 01. März 2009           | Das Sauerland im Winter                                                                  | Tamina Kallert                                                                  |
| 15. März 2009           | Reiseland NRW – Auf der ITB in Berlin                                                    | Tamina Kallert                                                                  |
| 29. März 2009           | Lanzarote – Insel aus Feuer und Stein                                                    | Tamina Kallert                                                                  |
| 13. April 2009          | Unsere beliebtesten Zoos                                                                 | Tamina Kallert                                                                  |
| 26. April 2009          | Südtirol – Frühling in den Bergen                                                        | Tamina Kallert                                                                  |
| 03. Mai 2009            | Paris für Liebhaber                                                                      | Tamina Kallert                                                                  |
| 24. Mai 2009            | Die Westfälische Mühlenstraße                                                            | Tamina Kallert                                                                  |
| 21. Juni 2009           | Bonn und das Siebengebirge                                                               | Tamina Kallert                                                                  |
| 06. Juli 2009           | Fünen und die Dänische Südsee                                                            | Tamina Kallert                                                                  |
| 12. Juli 2009           | Die Mosel – Von Römern, Riesling und Ritterburgen                                        | Stefan Pinnow                                                                   |
| 26. Juli 2009           | Aachen und das Dreiländereck                                                             | Stefan Pinnow                                                                   |
| 23. August 2009         | Romantisches Franken – Bamberg, Bayreuth und die fränkische Schweiz                      | Stefan Pinnow                                                                   |
| 06. September 2009      | Freizeit im Ruhrgebiet                                                                   | Stefan Pinnow                                                                   |
| 13. September 2009      | Wasser, Wälder, Weltmeister – Die Holsteinische Schweiz                                  | Stefan Pinnow                                                                   |
| 04. Oktober 2009        | Malerisches Flandern                                                                     | Stefan Pinnow                                                                   |
| 11. Oktober 2009        | Die Sieg – Von der Quelle bis zur Mündung                                                | Stefan Pinnow                                                                   |
| 25. Oktober 2009        | Der Niederrhein – Weiter Himmel, grünes Land                                             | Tamina Kallert                                                                  |
| 29. November 2009       | Hamburg und das Alte Land                                                                | Stefan Pinnow                                                                   |
| 20. Dezember 2009       | Weihnachtsgeschichten aus NRW                                                            | Stefan Pinnow                                                                   |
| 27. Dezember 2009       | Das Sauerland im Winter                                                                  | Tamina Kallert                                                                  |
| 21. Februar 2010        | Wohlfühloasen in NRW                                                                     | Stefan Pinnow                                                                   |
| 21. März 2010           | Abenteuer Istanbul – Kulturhauptstadt am Bosporus                                        | Stefan Pinnow                                                                   |
| 04. April 2010          | Tiergeschichten aus dem Revier                                                           | Tamina Kallert                                                                  |
| 25. April 2010          | Extra „RUHR.2010“                                                                        | Tamina Kallert                                                                  |
| 16. Mai 2010            | Provence – Land des Lichts                                                               | Stefan Pinnow                                                                   |
| 04. Juli 2010           | Märchenhafte Weser                                                                       | Stefan Pinnow                                                                   |
| 25. Juli 2010           | Die Pfalz – Wälder, Wein und Wohlsein                                                    | Stefan Pinnow                                                                   |
| 18. Juli 2010           | Cornwall – Wilde Küste, romantische Gärten                                               | Tamina Kallert                                                                  |
| 08. August 2010         | Hurtigrute – Mit dem Postschiff durch Norwegens Fjorde                                   | Tamina Kallert                                                                  |
| 05. September 2010      | Die Donau von Passau bis Wien                                                            | Tamina Kallert                                                                  |
| 19. September 2010      | Ferien an der Nordsee – Von der Elbe bis nach Husum                                      | Tamina Kallert                                                                  |
| 03. Oktober 2010        | Die Eifel im Sommer – Wasser, Wald und Wildnis                                           | Tamina Kallert                                                                  |
| 17. Oktober 2010        | Die Ahr – Genuss am Fluss                                                                | Stefan Pinnow                                                                   |
| 31. Oktober 2010        | Im Tal der Tauber – von Wertheim nach Rothenburg                                         | Tamina Kallert                                                                  |
| 21. November 2010       | Sagenhafter Harz – vom Brocken bis nach Quedlinburg                                      | Tamina Kallert                                                                  |
| 28. November 2010       | Ganz weit im Westen – Vom Selfkant bis nach Nettetal                                     | Stefan Pinnow                                                                   |
| 12. Dezember 2010       | Menorca – Mallorcas kleine Schwester                                                     | Stefan Pinnow                                                                   |
| 26. Dezember 2010       | 2010 – Die Höhepunkte des Jahres                                                         | Tamina Kallert und Stefan Pinnow                                                |
| 20. März 2011           | Teneriffa – Der kleine Kontinent                                                         | Tamina Kallert                                                                  |
| 27. März 2011           | Urlaubsparadies Südthailand                                                              | Tamina Kallert                                                                  |
| 15. Mai 2011            | Köln – Stadt mit Herz und Dom                                                            | Stefan Pinnow                                                                   |
| 22. Mai 2011            | Italienische Urlaubsträume – Capri, Neapel und die Amalfiküste                           | Tamina Kallert                                                                  |
| 05. Juni 2011           | Märchenhafte Weser                                                                       | Stefan Pinnow                                                                   |
| 12. Juni 2011           | Weserland und Meeresstrand – Von Bremen bis zur Nordsee                                  | Stefan Pinnow                                                                   |
| 19. Juni 2011           | Entlang der Ems – Eine Radtour in zehn Tagen                                             | Stefan Pinnow                                                                   |
| 10. Juli 2011           | Norderney – Meer als Urlaub                                                              | Andrea Grießmann                                                                |
| 24. Juli 2011           | Familienurlaub in NRW                                                                    | Stefan Pinnow                                                                   |
| 31. Juli 2011           | Das Tessin – Träumen am Lago Maggiore                                                    | Tamina Kallert                                                                  |
| 21. August 2011         | Stadt der Inseln – Stockholm und die Schären                                             | Stefan Pinnow                                                                   |
| 28. August 2011         | Danzig und die polnische Ostsee                                                          | Andrea Grießmann                                                                |
| 04. September 2011      | Sommerglück in Kärnten – Sonne, Berge, Seen                                              | Andrea Grießmann                                                                |
| 11. September 2011      | Rhein, Wein und Lebenslust – Der Rheingau in sechs Tagen                                 | Stefan Pinnow                                                                   |
| 25. September 2011      | Die Lüneburger Heide – wo der Urlaub blüht …                                             | Katty Salié                                                                     |
| 30. Oktober 2011        | Der Bayerische Wald – Zurück zur Natur                                                   | Katty Salié                                                                     |
| 20. November 2011       | Ich bleib’ dann mal hier – auf dem Jakobsweg in NRW                                      | Stefan Pinnow                                                                   |
| 27. November 2011       | Havelland – Unterwegs im Seen- und Dichterland                                           | Katty Salié                                                                     |
| 04. Dezember 2011       | Die Wupper – eine Flussreise durchs Bergische Land                                       | Stefan Pinnow                                                                   |
| 26. Februar 2012        | Mit Axel Prahl in Lissabon                                                               | Axel Prahl                                                                      |
| 16. April 2012          | Marrakesch – die rote Stadt                                                              | Andrea Grießmann                                                                |
| 22. April 2012          | Naturerlebnis Namibia – eine Safari in acht Tagen                                        | Andrea Grießmann                                                                |
| 29. April 2012          | Visit London – Shopping, Songs und Sightseeing                                           | Tamina Kallert                                                                  |
| 20. Mai 2012            | Düsseldorf – Die freundliche Diva                                                        | Stefan Pinnow                                                                   |
| 04. Juni 2012           | Kleverland und Gelderland – Entdeckungen am Niederrhein                                  | Stefan Pinnow                                                                   |
| 11. Juni 2012           | Entlang der Rur in sechs Tagen                                                           | Tamina Kallert                                                                  |
| 15. Juli 2012           | Spiekeroog – Ferien auf der grünen Insel                                                 | Tamina Kallert                                                                  |
| 29. Juli 2012           | Vom Nordrhein nach Westfalen – Eine                                                      | Katty Salié                                                                     |
| 05. August 2012         | Die Westfriesischen Inseln – Mit dem Wind durchs niederländische Wattenmeer              | Stefan Pinnow                                                                   |
| 26. August 2012         | Usedom – Inselschönheit in der Ostsee                                                    | Tamina Kallert                                                                  |
| 02. September 2012      | Auf Kreuzfahrt im Mittelmeer – Von Venedig in die Ägäis                                  | Tamina Kallert                                                                  |
| 16. September 2012      | Schwäbische Alb – zwischen Neckar und Donau                                              | Stefan Pinnow                                                                   |
| 07. Oktober 2012        | Der Chiemgau – Eine Reise rund ums Bayerische Meer                                       | Andrea Grießmann                                                                |
| 21. Oktober 2012        | Der Elberadweg – Von der Sächsischen Schweiz nach Dresden                                | Tamina Kallert                                                                  |
| 18. November 2012       | Bretagne – Wind und Meer, Genuss und Magie                                               | Tamina Kallert                                                                  |
| 02. Dezember 2012       | Limburg – Eine Reise ins belgisch-niederländische                                        | Stefan Pinnow                                                                   |
| 09. Dezember 2012       | Das böhmische Bäderdreieck                                                               | Katty Salié                                                                     |
| 30. Dezember 2012       | Sylt im Winter – Sehnsucht nach Meer                                                     | Stefan Pinnow                                                                   |
| 25. Mai 2013            | Auf dem Jakobsweg – Von Köln nach Clermont                                               | Stefan Pinnow                                                                   |
| 02. Juni 2013           | Natur und Genuss am Bodensee                                                             | Tamina Kallert                                                                  |
| 09. Juni 2013           | Die Algarve – Portugals sonniger Süden                                                   | Andrea Grießmann                                                                |
| 23. Juni 2013           | Die Loire – Schlösser, Gärten, schöne Frauen                                             | Katty Salié                                                                     |
| 07. Juli 2013           | Rügen – Deutschlands größte Insel                                                        | Tamina Kallert                                                                  |
| 21. Juli 2013           | Borkum – Reif für die Insel                                                              | Tamina Kallert                                                                  |
| 26. Juli 2013           | Kreuzfahrt auf der Donau – von Passau nach Budapest                                      | Tamina Kallert                                                                  |
| 04. August 2013         | Steine, Weine, alles Feine – die Nahe                                                    | Tamina Kallert                                                                  |
| 11. August 2013         | Irlands grüner Süden                                                                     | Andrea Grießmann                                                                |
| 18. August 2013         | Rund ums Ijsselmeer – eine Seereise mit Meerwert                                         | Stefan Pinnow                                                                   |
| 25. August 2013         | Südliche Steiermark                                                                      | Tamina Kallert                                                                  |
| 01. September 2013      | Entlang der Lahn – von Marburg bis zum Rhein                                             | Stefan Pinnow                                                                   |
| 08. September 2013      | Romantisches Neckartal – Von Heilbronn bis Heidelberg                                    | Andrea Grießmann                                                                |
| 13. Oktober 2013        | Vom Wandern und Fliegen – Der Sauerland-Höhenflug                                        | Stefan Pinnow                                                                   |
| 27. Oktober 2013        | Mitten in Bayern – Das Altmühltal                                                        | Katty Salié                                                                     |
| 10. November 2013       | Teutoburger Wald – In acht Etappen auf dem Hermannsweg                                   | Andrea Grießmann                                                                |
| 24. November 2013       | Römererbe und Winzerträume entlang der Mosel                                             | Tamina Kallert                                                                  |
| 01. Dezember 2013       | Der Spreewald – eine Reise durch verwunschene Wasserwelten                               | Andrea Grießmann                                                                |
| 29. Dezember 2013       | Wintersonne in NRW                                                                       | Stefan Pinnow                                                                   |
| 26. Januar 2014         | Karibische Träume – Die Dominikanische Republik                                          | Tamina Kallert                                                                  |
| 16. Februar 2014        | Von Dubai nach Abu Dhabi – Geschichten aus dem Orient                                    | Andrea Grießmann                                                                |
| 16. März 2014           | Die Vulkaninseln Siziliens – Urlaub auf Stromboli und Lipari                             | Tamina Kallert                                                                  |
| 06. April 2014          | Der Gardasee                                                                             | Tamina Kallert                                                                  |
| 20. April 2014          | 10 Jahre Wunderschön! – Das Jubiläum                                                     | Tamina Kallert                                                                  |
| 04. Mai 2014            | Mallorca für Individualisten                                                             | Stefan Pinnow                                                                   |
| 11. Mai 2014            | Zeeland mit dem Campingbus                                                               | Stefan Pinnow                                                                   |
| 08. Juni 2014           | Das neue Neanderland                                                                     | Stefan Pinnow                                                                   |
| 06. Juli 2014           | Istrien – Kroatiens grüne Halbinsel                                                      | Andrea Grießmann                                                                |
| 20. Juli 2014           | Ferieninseln in der Nordsee                                                              | Tamina Kallert                                                                  |
| 27. Juli 2014           | Die Lübecker Bucht                                                                       | Andrea Grießmann                                                                |
| 10. August 2014         | Texel – Inselurlaub auf Niederländisch                                                   | Tamina Kallert                                                                  |
| 17. August 2014         | Amrum – Strände ohne Ende                                                                | Andrea Grießmann                                                                |
| 31. August 2014         | Die große Ostseekreuzfahrt (1/2): Bornholm – Danzig – Kurische Nehrung – Riga            | Tamina Kallert                                                                  |
| 07. September 2014      | Die große Ostseekreuzfahrt (2/2): Tallinn – St. Petersburg – Helsinki – Stockholm – Kiel | Tamina Kallert                                                                  |
| 05. Oktober 2014        | Wandern an der Ahr                                                                       | Andrea Grießmann                                                                |
| 26. Oktober 2014        | Die Eder – Entdeckungen am goldenen Fluss                                                | Stefan Pinnow                                                                   |
| 02. November 2014       | Eine Reise durch den Südschwarzwald                                                      | Tamina Kallert                                                                  |
| 09. November 2014       | Berchtesgadener Land – Hochgefühle in den Alpen                                          | Stefan Pinnow                                                                   |
| 23. November 2014       | Luxemburg – Kleines Land, großes Herz                                                    | Stefan Pinnow                                                                   |
| 14. Dezember 2014       | Auf dem Silbertrail – Schatzsuche im Erzgebirge                                          | Tamina Kallert                                                                  |
| 11. Januar 2015         | Winterreise durch NRW                                                                    | Stefan Pinnow                                                                   |
| 25. Januar 2015         | La Palma – Zauberinsel im Atlantik                                                       | Andrea Grießmann                                                                |
| 22. März 2015           | Korfu – Wo Kaiser und Götter sich wohlfühlen                                             | Andrea Grießmann                                                                |
| 12. April 2015          | Vom Atlantik zum Mittelmeer – Mit dem Wohnmobil entlang der französischen Pyrenäen       | Stefan Pinnow                                                                   |
| 26. April 2015          | Verliebt in die südliche Toskana                                                         | Tamina Kallert                                                                  |
| 17. Mai 2015            | Im Herzen des Westerwalds                                                                | Tamina Kallert                                                                  |
| 21. Juni 2015           | Türkische Ägäis – Die Halbinsel Bodrum                                                   | Tamina Kallert                                                                  |
| 05. Juli 2015           | Mit dem Hausboot nach Berlin – Über Flüsse und Kanäle durch Mecklenburg-Vorpommern       | Stefan Pinnow                                                                   |
| 02. August 2015         | Das Allgäu – dem Himmel so nah                                                           | Andrea Grießmann                                                                |
| 16. August 2015         | Bornholm                                                                                 | Tamina Kallert                                                                  |
| 23. August 2015         | Juist – Anspannen und Ausspannen                                                         | Stefan Pinnow                                                                   |
| 31. August 2015         | Komm, wir wandern über die Alpen – Mit zwei Familien von Oberstdorf nach Meran           | Tamina Kallert                                                                  |
| 20. September 2015      | Ostfriesland – vom Winde verwirrt?                                                       | Tamina Kallert                                                                  |
| 04. Oktober 2015        | Oh lala, La Wallonie – Belgiens französischer Süden                                      | Stefan Pinnow                                                                   |
| 11. Oktober 2015        | Süditalien Spezial                                                                       | Tamina Kallert                                                                  |
| 25. Oktober 2015        | Prag – Wir können auch anders …                                                          | Stefan Pinnow                                                                   |
| 15. November 2015       | Die Ruhe weg – Mit dem Bulli durchs Paderborner Land                                     | Tamina Kallert                                                                  |
| 22. November 2015       | Weihnachtliches Münsterland                                                              | Tamina Kallert                                                                  |
| 17. Januar 2016         | Highlights der Kanaren                                                                   | Tamina Kallert                                                                  |
| 21. Februar 2016        | Amsterdam – alte Stadt ganz jung                                                         | Andrea Grießmann                                                                |
| 06. März 2016           | Kreta – Zeus, Raki und Sirtaki                                                           | Andrea Grießmann                                                                |
| 20. März 2016           | Auf dem Maare-Mosel-Radweg                                                               | Tamina Kallert                                                                  |
| 27. März 2016*          | Norditalien                                                                              | Tamina Kallert                                                                  |
| 10. April 2016*         | Die große Ostseekreuzfahrt: Von Kiel über Riga und Sankt Petersburg bis Stockholm        | Tamina Kallert                                                                  |
| 17. April 2016          | Barcelona – Metropole am Meer                                                            | Andrea Grießmann                                                                |
| 24. April 2016          | Island – Feuer, Eis und Wasserfälle                                                      | Stefan Pinnow                                                                   |
| 22. Mai 2016            | Der Darß – Deutschlands schöne Halbinsel                                                 | Andrea Grießmann                                                                |
| 17. Juli 2016           | Mit dem Fahrrad ans Meer – Vom Kahlen Asten zur Nordsee                                  | Marco Schreyl                                                                   |
| 31. Juli 2016           | Auf dem Ostseeradweg – Von Travemünde bis Warnemünde                                     | Andrea Grießmann                                                                |
| 28. August 2016         | Urlaub in der Fränkischen Schweiz                                                        | Andrea Grießmann                                                                |
| 11. September 2016      | Mit dem Wohnmobil nach Krakau                                                            | Marco Schreyl                                                                   |
| 18. September 2016      | Komm, wir wandern weiter – Von Meran zum Gardasee                                        | Tamina Kallert                                                                  |
| 16. Oktober 2016        | Sehnsucht nach Litauen                                                                   | Andrea Grießmann                                                                |
| 06. November 2016       | Norderney im Winter – Alles außer langweilig                                             | Andrea Grießmann                                                                |
| 13. November 2016       | Kuba auf eigene Faust                                                                    | Andrea Grießmann                                                                |
| 27. November 2016       | Weihnachten am Niederrhein                                                               | Tamina Kallert                                                                  |
| 05. Februar 2017        | Traumziel Seychellen                                                                     | Tamina Kallert                                                                  |
| 05. März 2017           | St. Peter-Ording – Fasten am Meer                                                        | Tamina Kallert                                                                  |
| 19. März 2017           | Costa Brava – ganz anders                                                                | Andrea Grießmann                                                                |
| 09. April 2017          | Ibiza – ein Lebensgefühl                                                                 | Tamina Kallert                                                                  |
| 23. April 2017          | Südengland – Popkultur und Meer                                                          | Stefan Pinnow                                                                   |
| 07. Mai 2017            | Auf dem Canal du Midi zum Mittelmeer                                                     | Tamina Kallert                                                                  |
| 11. Juni 2017           | Auf dem Segelboot in Kroatien                                                            | Andrea Grießmann                                                                |
| 18. Juni 2017*          | Ferien in Nordholland                                                                    | Tamina Kallert und Stefan Pinnow                                                |
| 25. Juni 2017*          | Ferien in Süd-Holland                                                                    | Tamina Kallert und Stefan Pinnow                                                |
| 20. August 2017         | Die WDR-Radtour 2017 – Vom Drachenfels zum Baldeneysee                                   | Marco Schreyl                                                                   |
| 27. August 2017         | Mit Eseln durch die Hochsteiermark – Trekking mit Gefühl                                 | Andrea Grießmann                                                                |
| 10. September 2017      | Geheimnisvolles Siebenbürgen – Reise in eine andere Zeit                                 | Stefan Pinnow                                                                   |
| 17. September 2017      | Von Meer zu Meer – Mit Rad und Schiff durch Südschweden                                  | Stefan Pinnow                                                                   |
| 08. Oktober 2017        | Durch das wilde Mecklenburg                                                              | Marco Schreyl                                                                   |
| 15. Oktober 2017        | Mit der Vespa durch Italien – Vom Gardasee bis in die Cinque Terre                       | Marco Schreyl                                                                   |
| 22. Oktober 2017*       | Rheinreise                                                                               | Tamina Kallert und Stefan Pinnow                                                |
| 05. November 2017       | Sri Lanka – Perle im Indischen Ozean                                                     | Tamina Kallert                                                                  |
| 12. November 2017       | Gran Canaria – und seine verborgenen Schätze                                             | Andrea Grießmann                                                                |
| 26. November 2017       | Weihnachten im Sauerland                                                                 | Tamina Kallert                                                                  |
| 25. Februar 2018        | Von Aachen nach Trier – mit dem Rad durch drei Länder                                    | Tamina Kallert                                                                  |
| 04. März 2018           | Kreuzfahrt im westlichen Mittelmeer                                                      | Andrea Grießmann                                                                |
| 25. März 2018           | Mallorca vom Wasser aus                                                                  | Andrea Grießmann                                                                |
| 22. April 2018          | Mit dem Tret-Hausboot über die Ruhr – von Mülheim nach Essen                             | Tamina Kallert                                                                  |
| 13. Mai 2018            | Genusswandern in der Schweiz – Von Hütte zu Hütte im Appenzeller Land                    | Tamina Kallert                                                                  |
| 20. Mai 2018            | Urlaub in Nordholland                                                                    | Tamina Kallert                                                                  |
| 03. Juni 2018           | Fehmarn                                                                                  | Andrea Grießmann                                                                |
| 08. Juli 2018           | Pellworm – Grüne Insel im Wattenmeer                                                     | Tamina Kallert                                                                  |
| 29. Juli 2018           | Die dänische Ostsee – von Møn bis Kopenhagen                                             | Stefan Pinnow                                                                   |
| 05. August 2018*        | Ostsee-Reisen – von Rügen bis Fehmarn                                                    | Andrea Grießmann und Tamina Kallert                                             |
| 19. August 2018         | Zypern auf eigene Faust                                                                  | Andrea Grießmann                                                                |
| 26. August 2018         | Mit Schiff und Rad durch Holland                                                         | Stefan Pinnow                                                                   |
| 02. September 2018      | Die Sommer-Radtour durch den Westen – Von den Externsteinen zur Xantener Südsee          | Marco Schreyl                                                                   |
| 16. September 2018      | Kleinwalsertal – Öko-Urlaub in Österreich                                                | Tamina Kallert                                                                  |
| 23. September 2018      | Südtirol im Herbst                                                                       | Tamina Kallert                                                                  |
| 14. Oktober 2018        | Ruhr-Radeln von Winterberg bis Hagen                                                     | Anne Willmes und Stefan Pinnow                                                  |
| 21. Oktober 2018*       | Grenzregion zwischen Aachen und Arnheim                                                  | Stefan Pinnow                                                                   |
| 02. Dezember 2018       | Weihnachten im Ruhrgebiet                                                                | Anne Willmes                                                                    |
| 09. Dezember 2018       | Weihnachten in der Eifel                                                                 | Andrea Grießmann                                                                |
| 22. Dezember 2018       | NRW feiert Weihnachten                                                                   | Tamina Kallert, Andrea Grießmann und Anne Willmes                               |
| 10. März 2019           | Kalifornien – Eine Reise auf dem Highway 1                                               | Tamina Kallert                                                                  |
| 07. April 2019          | Eine Reise durch die Uckermark                                                           | Andrea Grießmann                                                                |
| 21. April 2019          | Auf der Friedensroute zwischen Münster und Osnabrück                                     | Daniel Aßmann                                                                   |
| 28. April 2019          | Durch die wilde Nordeifel                                                                | Tamina Kallert                                                                  |
| 05. Mai 2019            | Mit dem Hausboot von Berlin zur Müritz                                                   | Stefan Pinnow                                                                   |
| 12. Mai 2019            | Rund um die Flensburger Förde                                                            | Tamina Kallert                                                                  |
| 19. Mai 2019            | Mit dem E-Bike durch die Alpen – von Salzburg bis zur Adria                              | Marco Schreyl                                                                   |
| 26. Mai 2019            | Aßmanns Abenteuer – Mit dem Faltboot auf der Ruhr (1)                                    | Daniel Aßmann                                                                   |
| 02. Juni 2019           | Aßmanns Abenteuer – Mit dem Faltboot auf der Ruhr (2)                                    | Daniel Aßmann                                                                   |
| 16. Juni 2019           | Wasserwelt Flevoland – Die jüngsten Polder der Niederlande                               | Andrea Grießmann                                                                |
| 07. Juli 2019           | Rund um Köln                                                                             | Tamina Kallert                                                                  |
| 14. Juli 2019           | Gotland erleben – Schwedens Sonneninsel                                                  | Andrea Grießmann                                                                |
| 21. Juli 2019           | Auf nach Ameland                                                                         | Andrea Grießmann                                                                |
| 11. August 2019*        | Ostsee-Highlights II – zwischen Darß und Kurischer Nehrung                               | Andrea Grießmann und Tamina Kallert                                             |
| 16. August 2019         | Mit dem Tret-Hausboot auf der Ruhr                                                       | Tamina Kallert                                                                  |
| 01. September 2019      | Mit dem Fahrrad vom Brocken nach Bielefeld                                               | Marco Schreyl                                                                   |
| 22. September 2019      | Ruhr-Radeln von Hagen nach Duisburg                                                      | Anne Willmes und Stefan Pinnow                                                  |
| 29. September 2019*     | Dänemark-Reisen                                                                          | Tamina Kallert und Stefan Pinnow                                                |
| 06. Oktober 2019*       | Schweden-Reisen                                                                          | Tamina Kallert und Stefan Pinnow                                                |
| 17. November 2019       | Taminas schönste Winterreisen                                                            | Tamina Kallert                                                                  |
| 24. November 2019       | Weihnachten im Rheinland                                                                 | Anne Willmes                                                                    |
| 05. Januar 2020*        | Nordseeinseln                                                                            | Daniel Aßmann, Andrea Grießmann, Tamina Kallert, Stefan Pinnow und Anne Willmes |
| 15. März 2020           | Romantisches Holland – Zwischen Tulpenpracht und Königskrone                             | Andrea Grießmann                                                                |
| 29. März 2020           | Peloponnes im Frühling                                                                   | Andrea Grießmann                                                                |
| 05. April 2020          | Familieninsel Föhr                                                                       | Daniel Aßmann                                                                   |
| 19. April 2020          | Die Azoren – Naturerlebnis im Atlantik                                                   | Tamina Kallert                                                                  |
| 26. April 2020          | Ferien an der Mosel                                                                      | Tamina Kallert                                                                  |
| 03. Mai 2020            | Auf dem Tauernradweg                                                                     | Tamina Kallert                                                                  |
| 10. Mai 2020            | Schottlands Nordwesten – von den Highlands zu den Äußeren Hebriden                       | Tamina Kallert                                                                  |
| 24. Mai 2020 a          | Sylt für alle                                                                            | Anne Willmes                                                                    |
| 05. Juli 2020           | Nordjütland – Dänemarks wilde Küsten                                                     | Tamina Kallert                                                                  |
| 09. August 2020         | Wangerooge – Insel ohne Eile                                                             | Tamina Kallert                                                                  |
| 16. August 2020         | Slowenien – Alpen mit Meerblick                                                          | Anne Willmes                                                                    |
| 23. August 2020         | Urlaub rund um Münster                                                                   | Andrea Grießmann                                                                |
| 20. September 2020      | Vom Halterner Silbersee in die Hohe Mark                                                 | Marco Schreyl                                                                   |
| 04. Oktober 2020 a      | Auf der Schlei bis an die Ostsee                                                         | Jo Hiller                                                                       |
| 29. November 2020*      | Winter in Nord und West                                                                  | Stefan Pinnow                                                                   |
| 06. Dezember 2020       | Weihnachten in Ostwestfalen und in der Eifel                                             | Andrea Grießmann                                                                |
| 13. Dezember 2020       | Weihnachten im Westen von A – Z                                                          | Andrea Grießmann, Tamina Kallert, und Anne Willmes                              |
| 24. Januar 2021*        | Ab ins Warme                                                                             | Andrea Grießmann                                                                |
| 07. März 2021*          | Die schönsten Spanienreisen                                                              | Andrea Grießmann                                                                |
| 18. April 2021          | Gipfelglück im Zillertal                                                                 | Tamina Kallert                                                                  |
| 25. April 2021          | Die Rhön – Grenzenloses Erleben                                                          | Daniel Aßmann                                                                   |
| 16. Mai 2021            | Wasserblicke am Niederrhein                                                              | Daniel Aßmann                                                                   |
| 30. Mai 2021            | Vom Bodensee nach Neuschwanstein                                                         | Daniel Aßmann, Anne Willmes                                                     |
| 06. Juni 2021           | Von Neuschwanstein zum Königssee                                                         | Daniel Aßmann, Anne Willmes                                                     |
| 04. Juli 2021           | Helgoland – Zwischen Himmel und Meer                                                     | Anne Willmes                                                                    |
| 18. Juli 2021           | Insel Elba Grüne Oase und Meer                                                           | Simone Sombecki                                                                 |
| 01. August 2021         | Sagenhaftes Siebengebirge                                                                | Daniel Aßmann                                                                   |
| 15. August 2021         | Lolland – Dänemarks südlichste Insel                                                     | Tamina Kallert                                                                  |
| 22. August 2021 a       | Donau-Reise – Von Passau nach Wien                                                       | Judith Rakers                                                                   |
| 29. August 2021 a       | Spaniens grüner Norden – Vom Jakobsweg bis zum Ende der Welt                             | Judith Rakers                                                                   |
| 05. September 2021      | Urlaub rund um Dortmund                                                                  | Anne Willmes                                                                    |
| 03. Oktober 2021        | Herbst in der südlichen Eifel                                                            | Daniel Aßmann                                                                   |
| 17. Oktober 2021        | Abenteuer Sauerland                                                                      | Daniel Aßmann                                                                   |
| 24. Oktober 2021        | Indian Summer im Siegerland                                                              | Anne Willmes                                                                    |
| 31. Oktober 2021 a      | Lago Maggiore – Dolce Vita zwischen See und Bergen                                       | Judith Rakers                                                                   |
| 21. November 2021       | Weihnachten in Ostwestfalen                                                              | Andrea Grießmann                                                                |
| 28. November 2021       | Weihnachten im Bergischen Land                                                           | Anne Willmes                                                                    |
| 24. Dezember 2021*      | Weihnachtsreise von der Eifel ins Münsterland                                            | Andrea Grießmann und Tamina Kallert                                             |
| 03. April 2022          | Vom Mont Blanc ins Aostatal                                                              | Anne Willmes                                                                    |
| 10. April 2022          | Urlaub rund um Düsseldorf                                                                | Tamina Kallert                                                                  |
| 24. April 2022          | Vom Jadebusen ins Ammerland                                                              | Anne Willmes                                                                    |
| 08. Mai 2022            | Kreuz und quer durch das niederländische Friesland                                       | Daniel Aßmann                                                                   |
| 22. Mai 2022            | Deutschlands schöner Süden von der Zugspitze nach Berchtesgaden                          | Andrea Grießmann und Tamina Kallert                                             |
| 29. Mai 2022            | Deutschlands schöner Süden vom Bodensee nach Heidelberg                                  | Andrea Grießmann und Tamina Kallert                                             |
| 12. Juni 2022           | Rhodos entdecken                                                                         | Tamina Kallert                                                                  |
| 19. Juni 2022           | Norwegens Westen. Vom Sognefjord nach Bergen                                             | Tamina Kallert                                                                  |
| 26. Juni 2022           | Rund um Wuppertal                                                                        | Daniel Aßmann                                                                   |
| 03. Juli 2022           | Mit dem Wohnmobil im Herzen der Schweiz                                                  | Tamina Kallert                                                                  |
| 17. Juli 2022           | Madeira erleben                                                                          | Anne Willmes                                                                    |
| 24. Juli 2022           | Das Baskenland – Spaniens raue Atlantikküste                                             | Anne Willmes                                                                    |
| 31. Juli 2022           | Korsikas Norden                                                                          | Tamina Kallert                                                                  |
| 07. August 2022 a       | Lüneburger Heide – Urlaub im lila Blütenmeer                                             | Judith Rakers                                                                   |
| 14. August 2022         | Geheimnisvolles Bulgarien – Urlaub an der Schwarzmeerküste                               | Tamina Kallert                                                                  |
| 21. August 2022         | Der Zauber Andalusiens – von Tarifa nach Sevilla                                         | Tamina Kallert                                                                  |
| 28. August 2022 a       | Chalkidiki – griechische Traumstrände in der Ägäis                                       | Judith Rakers                                                                   |
| 04. September 2022      | Im Tal der Saale – Wasser, Wein & Weltgeschichte                                         | Daniel Aßmann                                                                   |
| 18. September 2022      | Herbstzauber im Elsass – zwischen Colmar und Straßburg                                   | Tamina Kallert                                                                  |
| 02. Oktober 2022 a      | Mecklenburger Seenplatte                                                                 | Judith Rakers                                                                   |
| 09. Oktober 2022 b      | Montenegro: Geheimtipp an der Adria                                                      | Ramon Babazadeh                                                                 |
| 16. Oktober 2022 b      | Bayerischer Wald – Wild und abenteuerlich                                                | Ramon Babazadeh                                                                 |
| 23. Oktober 2022 b      | Kleines Land, große Vielfalt: Luxemburg                                                  | Ramon Babazadeh                                                                 |
| 30. Oktober 2022 a      | Masuren – Polens Seenparadies                                                            | Judith Rakers                                                                   |
| 06. November 2022*      | Auf zu den Kanarischen Inseln                                                            | Andrea Grießmann                                                                |
| 05. Februar 2023 c      | Cornwall – Die Küste der Kelten und ihre Legenden                                        | Judith Rakers                                                                   |
| 30. April 2023          | Von Valencia nach Alicante – die Ostküste Spaniens                                       | Tamina Kallert                                                                  |
| 21. Mai 2023            | Nach Borkum und an die Ems                                                               | Daniel Aßmann                                                                   |
| 04. Juni 2023           | Mitten in Bullerbü – Ferien in Småland                                                   | Tamina Kallert                                                                  |
| 11. Juni 2023           | Urlaub in der südlichen Bretagne                                                         | Anne Willmes                                                                    |
| 02. Juli 2023           | Von Ravenna nach Parma                                                                   | Tamina Kallert                                                                  |
| 09. Juli 2023           | Rügen zu Fuß                                                                             | Daniel Aßmann                                                                   |
| 23. Juli 2023           | Kroatiens Süden – Inselparadies und Traumstädte                                          | Ramon Babazadeh                                                                 |
| 30. Juli 2023           | Entspannt über die Alpen – Auf der Via Claudia Augusta                                   | Tamina Kallert                                                                  |
| 06. August 2023         | Gardasee für Genießer                                                                    | Judith Rakers                                                                   |
| 13. August 2023         | Dolomiten – Von der Seiser Alm zum Pragser Wildsee                                       | Tamina Kallert                                                                  |
| 27. August 2023         | Malta – die Sonneninsel im Mittelmeer                                                    | Daniel Aßmann                                                                   |
| 10. September 2023      | Sächsische Schweiz – Vom Elbsandsteingebirge bis Dresden                                 | Ramon Babazadeh                                                                 |
| 17. September 2023      | Salzkammergut – Prächtige Berge und glasklare Seen                                       | Tamina Kallert                                                                  |
| 24. September 2023 c    | Stockholm und der Schärengarten                                                          | Judith Rakers                                                                   |
| 01. Oktober 2023 b      | Odenwald – Wildnis und Sagen                                                             | Ramon Babazadeh                                                                 |
| 22. Oktober 2023 d      | Liechtenstein entdecken                                                                  | Ramon Babazadeh                                                                 |
| 05. November 2023 a     | Der Rheinsteig – Wanderbarer Urlaub                                                      | Judith Rakers                                                                   |
| 12. November 2023       | La Gomera – Wandern über dem Meer                                                        | Tamina Kallert                                                                  |
| 24. März 2024           | Südliches Sardinien                                                                      | Tamina Kallert                                                                  |
| 07. April 2024          | Westportugal – von Sagres nach Lissabon                                                  | Tamina Kallert                                                                  |
| 21. April 2024          | Nördliche Sporaden – Griechenlands grüne Inselwelt                                       | Tamina Kallert                                                                  |
| 05. Mai 2024            | 20 Jahre Reisen für den WDR                                                              | Tamina Kallert                                                                  |
| 12. Mai 2024            | Urlaub rund um Aachen                                                                    | Daniel Aßmann                                                                   |
| 26. Mai 2024            | Unterwegs im nördlichen Schwarzwald                                                      | Tamina Kallert                                                                  |
| 07. Juli 2024           | Durch die Provence nach St. Tropez                                                       | Tamina Kallert                                                                  |
| 21. Juli 2024           | Yorkshire – von Scarborough bis Newcastle                                                | Tamina Kallert                                                                  |
| 18. August 2024         | Abenteuer in der Fränkischen Schweiz                                                     | Ramon Babazadeh                                                                 |
| 25. August 2024 e       | Mit der Küstenbahn durch Flandern                                                        | Daniel Aßmann                                                                   |
| 25. August 2024 c       | Mallorca – Insel der Sehnsucht                                                           | Judith Rakers                                                                   |
| 08. September 2024      | Quer durch die Wachau                                                                    | Daniel Aßmann                                                                   |
| 15. September 2024      | Fischland-Darß-Zingst – Inselparadies zwischen Meer und Bodden                           | Judith Rakers                                                                   |
| 22. September 2024      | Mit dem Hausboot auf der Havel                                                           | Daniel Aßmann                                                                   |
| 6. Oktober 2024         | Chiemsee – Wasserwelt und Alpenzauber                                                    | Judith Rakers                                                                   |
| 13. Oktober 2024        | Urlaub rund um Essen                                                                     | Daniel Aßmann                                                                   |
| 20. Oktober 2024        | Die Kapverden – Traumziel im Atlantik                                                    | Ramon Babazadeh                                                                 |
| 27. Oktober 2024        | Südpolen – Von der Hohen Tatra nach Krakau                                               | Ramon Babazadeh                                                                 |
| 03. November 2024       | Die Donau – Von der Quelle bis nach Regensburg                                           | Ramon Babazadeh                                                                 |
| 17. November 2024       | Fuerteventura – Surfparadies und Traumstrände                                            | Tamina Kallert                                                                  |
| 13. April 2025          | Ostern auf Naxos                                                                         | André Gatzke                                                                    |
| 27. April 2025          | Die Algarve – unterwegs im Süden Portugals                                               | Tamina Kallert                                                                  |
| 18. Mai 2025            | Jersey: Britische Insel mit königlichem Flair                                            | Tamina Kallert                                                                  |
| 01. Juni 2025           | Ostseeinsel Usedom                                                                       | André Gatzke                                                                    |
| 22. Juni 2025           | Mit dem Zug durch Tschechien                                                             | André Gatzke                                                                    |
| 20. Juli 2025           | Frankreichs Atlantikküste – von Arcachon bis Biarritz                                    | Tamina Kallert                                                                  |
| 03. August 2025         | Kretas Westen – ungezähmt schön                                                          | Judith Rakers                                                                   |